# Channel 7
Channel 7 (ช่อง 7) – tajski kanał telewizyjny. Rozpoczął nadawanie w 1967 roku jako pierwsza azjatycka stacja dostępna w kolorze.